# Ciboulette (opereta)
Ciboulette es una opereta en tres actos con libro en francés de Robert de Flers y Francis de Croisset y música de Reynaldo Hahn. Fue estrenada en el Théâtre des Variétés de París el 26 de enero de 1923. 

## Historia interpretativa
El estreno absoluto fue protagonizado por Edmée Favart como Ciboulette y Henry Defreyn como Antonin. También participaron Jean Périer como Duparquet, Paul Pauley con el padre Grenu, René Koval como Olivier Métra, Jeanne Perriat como Zénobie, Madeleine Guitty como Madame Pingret, Jeanne Loury, como la madre Grenu, Jean Calain como Roger y Luce Fabiole como la condesa de Castiglione.
La opereta contó con una adaptación española firmada por Enrique Fernández Gutiérrez-Roig y Manuel Melgarejo que fue estrenada en el Teatro Maravillas de Madrid el 30 de octubre de 1925. Encarnó el papel protagonista la tiple Eugenia Zúffoli.
El año 2013 el Théâtre National de la Opéra-Comique realizó una producción de Ciboulette de la que se realizó una grabación videográfica; la producción fue repuesta por el coliseo parisino en 2015.

## Argumento
En el París de 1867 a una joven hortelana llamada Ciboulette se le predice una hermosa boda, que solo puede hacerse realidad bajo circunstancias inverosímiles. Ciboulette conoce a un joven rico, Antonin de Mourmelon. Vuelve a encontrarse con él en las circunstancias descritas en la predicción, pero Antonin la deja por Zenobia, una antigua amante. Ciboluette es presentada al compositor Olivier Métra y se convierte entonces en una cantante estrella con el nombre de Conchita Ciboulero. Finalmente acaba por casarse con Antonin de Mourmelon. 

## Adaptación cinematográfica
- Ciboulette (1933): película francesa dirigida por Claude Autant-Lara

## Registros fonográficos (Selección)
- 1952 (Pathé). Con Géori Boué, Roger Bourdin y Raymond Amadé. Orchestre de la Société des Concerts du Conservatoire. Director: Marcel Cariven.
- 1955 (Ducretet-Thomson). Selección. Con Andrée Grandjean, Willy Clément, Michel Hamel, Françoise Ogéas. Coro y orquesta del Théâtre des Champs-Élysées. Director: Paul Bonneau.
- 1983 (EMI). Con Mady Mesplé, José van Dam, Nicolai Gedda, Colette Alliot-Lugaz. Ensemble Choral Jean Laforge y Orchestre Philarmonique de Monte-Carlo, Director: Cyril Diederich.

## Registro videográfico
- 2013 (Opéra-Comique/FRA Musique y Naxos). Con Julie Fuchs, Jean-François Lapointe, Julien Behr, Eva Ganizate, Ronan Debois, Cécile Achille, Jean-Claude Sarragosse, Guillemette Laurens, Patrick Kabongo Mubenga, François Rougier, Safir Behloul, Olivier Déjean, Bernadette Lafont, Michel Fau y Jérôme Deschamps. Choeur accentus y Orchestre symphonique de l’Opéra de Toulon. Director musical: Laurence Equilbey. Director de escena: Michel Fau.